# Хайт, Шир
Шир Хайт (англ. Shere Hite, 2 ноября 1942, Сент-Джозеф, Миссури — 9 сентября 2020) — американская феминистка и сексолог.

## Биография
После учёбы истории в Университете Флориды она стала доктором (Ph.D.) в Nihon University в Токио и доктором клинической сексологии (Ph.D. in Clinical Sexology) в Maimonides University во Флориде. С 1972 по 1978 году она руководила проектом под названием Feminist Sexuality Project. С 1978 по 1989 она проводила исследования в Hite Research International.
Широкую известность Хайт получила после опубликования так называемого «Hite-Report» (1976/77, 1981, 1987, 1994), в котором она исследовала женскую сексуальность с точки зрения феминизма. Результаты часто противоречили представлениям о морали того времени.
В 1985 году вышла замуж за немецкого пианиста Фридриха Хёрике и в 1989 переселилась с ним в Европу.
В 1996 году получила гражданство Германии.

## Труды
- Hite-Report: Сексуальность женщины (1977)
- Hite-Report: Сексуальность мужчины (1981)
- Женщины и любовь: Новый Хайт-репорт (1987)
- Hite-Report: Эротика и сексуальность в семье (1994)
- Как женщины видят женщин (1997)
- Sex & Business (2000)
- О гордости, быть женщиной (2003)
- Shere Hite Reader: новые и избранные сочинения о сексе, глобализации и частной жизни (2006)[8]